# Russ Schoene
Russ Schoene, né le 16 avril 1960 à Trenton (Illinois), est un joueur américain de basket-ball devenu entraîneur.

## Biographie
Natif de Trenton, Schoene est remarqué au lycée de Wesclin pour ses talents en basket-ball et au base-ball. Après avoir passé deux saisons au Mineral Area junior college de Park Hills (Missouri), il s'illustre avec les Mocs de l'Université du Tennessee à Chattanooga, dont l'équipe remporte deux titres consécutifs de la Southern Conference (1981 et 1982) et une apparition en 1982 au tournoi final NCAA : les Mocs battent la tête de série numéro 7, les Wolfpack de North Carolina State 58 à 51, puis s'inclinent 62 à 61 au second tour contre Minnesota malgré 20 points et 12 rebonds de Schoene. En senior, ses statistiques sont de 13,6 points à 55,1 % de réussite et 7,0 rebonds par rencontre, ce qui lui permet de reporter le titre de MVP du tournoi de sa conférence.
Il est choisi en 45e position de la draft 1982 de la NBA par les 76ers de Philadelphie. Au cours de sa saison rookie, il est envoyé aux Pacers de l'Indiana le 15 février 1983 avec un premier tour de draft 1983 (qui sera Mitchell Wiggins) et un second tour de draft 1984 (qui sera Stuart Gray) en échange de Clemon Johnson et un troisième tour de draft 1984 (qui sera James Banks). Il termine sa saison rookie avec les Pacers. Il demeure sous contrat une seconde saison avec les Pacers mais ans jouer puisqu'étant blessé. À l'automne 1984, sans certitude de nouveau contrat dans l'Indiana, il fait le choix de se diriger vers l'Europe.
En 1984-1985 et 1985-1986, Schoene joue pour Olimpia Milan aux côtés du futur entraîneur NBA Mike D'Antoni, l'ancien All-Star Joe Barry Carroll et la légende du basket-ball italien Dino Meneghin. L'équipe remporte la Coupe Korać en 1985 et Schoene est nommé meilleur joueur de la ligue italienne de Série A en 1986.
Le 2 octobre 1986, les SuperSonics de Seattle acquièrent ses droits et ceux de Terence Stansbury en échange de John Long et un second tour de draft 1993 (qui sera Spencer Dunkley). Schoene revient alors à Seattle pour trois saisons en NBA. Dans un rôle de tireur en sortie de banc, il gagne le surnom de « Catch and Shoot » avec une réussite à trois points de 38,2 % en 1988-1989. Sous le numéro 40, atteint à trois reprises la barre des 20 points. Sa performance la plus remarquable a lieu le 24 avril 1988 avec 20 points, 4 rebonds, 1 interception, 1 passe décisive et aucune perte de balle en 33 minutes face aux Clippers de Los Angeles.
À l'issue de ces trois ans avec les Sonics, il conclut un contrat de trois ans pour 2,4 millions de dollars pour Glaxo Vérone. Il prolonge son séjour en Italie à Naples puis avec Buckler Bologne. En 1993, les Kings de Sacramento le testent mais ne lui proposent pas de contrat. Il joue enfin une saison aux Thrillers de Rapid City en Continental Basketball Association.
Ses statistiques NBA cumulées sont de 1 491 points (5,1 de moyenne), 735 rebonds (2,5) et 175 passes décisives (0,6).

## Reconversion
Avec des associés de la région de Seattle, il cofonde la chaîne de restaurants Samurai Sam's Teriyaki Grill qui compte 50 implantations en Arizona et dans l'État de Washington.
Après une expérience de cinq ans comme entraîneur adjoint du Bellevue Community College, il rejoint l'équipe d'entraîneurs de l'entraîneur principal Lorenzo Romar (en) de l'équipe masculine des Huskies de Washington en 2002, puis quitte cette charge en 2004 pour se concentrer sur  Samurai Sam's Teriyaki Grill.
En 2005, Schoene rejoint l'équipe d'entraîneurs de The Bear Creek School à Redmond, aidant cette équipe à gagner plusieurs titres.

## Palmarès
- Coupe Korać (1985[2])
- Champion d'Italie (1985, 1986[2])
- Coupe d'Italie (1986, 1991)

## Distinctions personnelles
- MVP du tournoi final de la Southern Conference (1982)
- Second cinq de la Southern Conference (1982)
- MVP du championnat italien (1986)